# Phazaca
Phazaca is een geslacht van vlinders van de familie Uraniavlinders (Uraniidae), uit de onderfamilie Epipleminae.

## Soorten
- P. cesenaleuca Holloway, 1998
- P. coniferoides Holloway, 1998
- P. erosioides Walker, 1863
- P. kellersi Tams, 1935
- P. lituralis Warren
- P. monticesena Holloway, 1998
- P. oribates West, 1932
- P. pedionoma West, 1932
- P. rhomboidifera Warren
- P. unicaudoides Holloway, 1998